# Срезневський Борис Ізмаїлович
Борис Ізмаїлович Срезневський (19 (31) березня 1857, Санкт-Петербург — 24 березня 1934, Київ) — російський і український метеоролог і кліматолог, професор, дійсний член АН УРСР (з 19 квітня 1920 року), організатор метеорологічної служби в Україні, директор Київської метеорологічної обсерваторії (1919—1934), засновник геофізичної комісії (згодом кафедра геофізики) АН УРСР, кафедри сільськогосподарської метеорології при Народному комісаріаті освіти УРСР, ряду періодичних українських метеорологічних наукових видань.

## Біографія

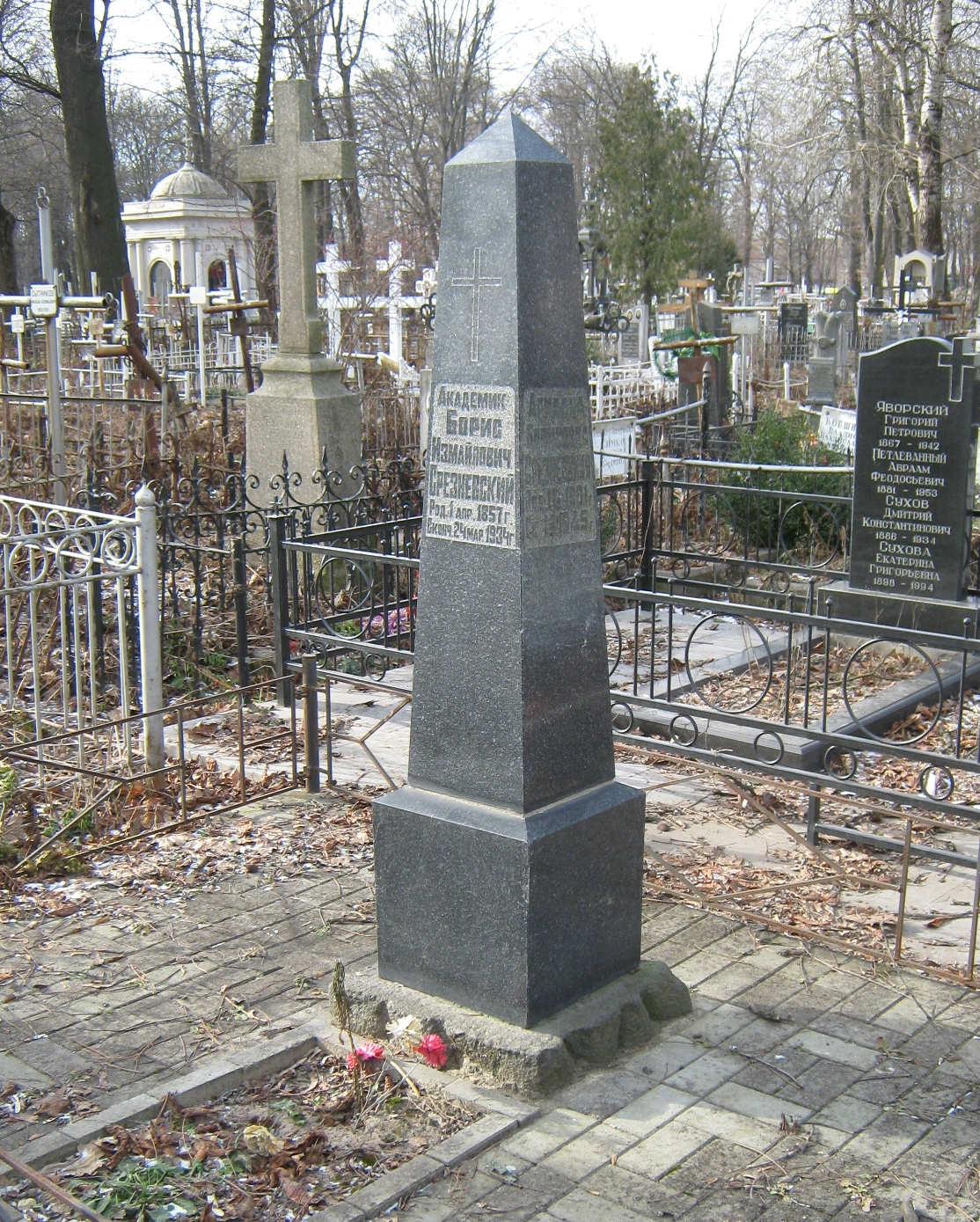
Могила Бориса Срезневського

Народився 31 березня 1857 року в Санкт-Петербурзі у родині філолога-славіста Ізмаїла Срезневського. З-поміж восьми дітей тільки Борис обрав природознавчий напрям своєї діяльності, інші зробили свій внесок до світової культурної скарбниці як гуманітарії. У 1879 році він закінчив фізико-математичний факультет Петербурзького університету і обрав метеорологію та кліматологію.
Науково-педагогічний стаж академіка Бориса Ізмаїловича Срезневського становить понад 54 роки: викладання метеорології та загальної фізики у Московському (1892—1893), Петербурзькому (1888—1891) та Воронезькому університетах; 10 років наукової праці у Головній фізичній обсерваторії (Головна геофізична обсерваторія імені О. І. Воєйкова, Санкт-Петербург, Росія); 25 років (1894—1918) — у Дерптському університеті (Естонія), з 1899 року декан фізико-математичного факультету; один рік у Київському політехнічному інституті та 14 років у Київському інституті народної освіти (нині Київський національний університет імені Тараса Шевченка).
Брав участь 1890 року у заснуванні «Метеорологического вестника» при Російському географічному товаристві, з 1899 редактор журналу. Водночас з 1900 року керував Прибалтійською метеорологічною службою. Срезневський щомісячно видавав «Метеорологические наблюдения», спочатку у Москві, потім у Юр'єві. У Київському університеті з 1919 року і до кінця свого життя очолював Метеорологічну обсерваторію. Читав лекції з метеорології і геофізики у Київському інституті народної освіти. Тоді ж його обрано академіком кафедри прикладної фізики II (природничого) відділу Української академії наук.
Академік Б. І. Срезневський — один з активних засновників Української метеорологічної служби (УкрМету) та перший науковий керівник відділу Служби погоди. Срезневський видний організатор метеорологічної служби в Україні, у 1920 році організував евапорометричні та поновив куле-пілотні (у тому числі й базисні) спостереження. У 1922 році розпочав роботи з вимірювання сонячної радіації, згодом — з атмосферної оптики, а з 1928 року — з атмосферної електрики. Науковий керівник бюро погоди з 1921 року. 1926 року організував при Укрнауці науково-дослідну кафедру геофізики та сільськогосподарської метеорології. Біля вченого постійно гуртується молодь та прибічники його наукових поглядів. Запровадив використання фронтологічного методу в оперативній роботі Укрмету. Зробив вагомий внесок у вивчення синоптичної і агрометеорології, теорії випаровування, гідрографії. Розробив теорію ознак посушливості клімату, а також одну з перших схем кліматологічного районування України. Вивчав розподіл тиску над європейською частиною Росії, шляхи циклонів, хуртовини, вплив погоди на людину. Винахідник метеорологічних та геофізичних приладів: психрометр-пращ, пластинчасті випарники, радіоінтегратори, випарна будка, полегшений випарник, сумарний зливомір, гіпсометрична лінійка, стереофотограмметри та інші. Ім'я Бориса Ізмаїловича стоїть у списку 107 осіб засновників та корифеїв російської метеорології.
Тільки за 4 роки (1920—1923) в Українській академії наук ним на засіданнях II Природничого відділу було зроблено 32 наукові доповіді.
Після створення Гідрометеорологічного інституту з 1931 року Б. І. Срезневський водночас завідував секцією загальної метеорології інституту і керував обсерваторією.
Колом основних наукових інтересів для академіка Б. І. Срезневського було питання посух та злив, особливо важливих для південного сходу України. На основі обробки багаторічних метеорологічних даних Придніпровської сітки станцій для Києва ним була напрацьована теорія «ознак посухи».
У своїх спогадах Борис Ізмаїлович писав, що отримані досягнення примусили УкрНауку розімкнути рамки університетської обсерваторії і надати їй самостійності, тому згодом з'являється назва магнітно-метеорологічна, потім геофізична обсерваторія (лише у 1996 році вдалося відновити цю назву). У складі обсерваторії діяла перша в Україні радіологічна лабораторія, проводилися електрометеорологічні вимірювання, дослідження верхніх шарів атмосфери, йде підготовка до визначення елементів земного магнетизму.
Зруйнування буревієм мосту через річку Прип'ять влітку 1929 року привертає увагу вченого, і за дорученням Народного комісаріату шляхів та інспекції праці Борис Ізмаїлович розробляє питання виникнення і передбачення ураганів і смерчів в Україні.
У 30-і роки XX століття він написав важливу працю про водний баланс Донбасу, зокрема про випаровування з замкнених водоймищ. Учений детально і глибоко розробив це питання, власноруч створив карту природного випаровування на території Європейської частини колишнього Радянського Союзу та склав Звід спостережень випаровування.
Крім редакційних обов'язків у різних часописах та посад голів різних товариств, Б. І. Срезневський виступає з доповідями про життя і діяльність Бера, Гельмгольца, Гоголя, Пушкіна, Жуковського, Верді, Гріга, про причини і наслідки місцевої малярії. У Києві вчений намагався ввести медичну метеорологію у коло інтересів Червоного Хреста. Тобто академік Б. І. Срезневський був компетентним у різних галузях знань.
У Київській обсерваторії Б. І. Срезневський зібрав колектив молодих науковців, створив наукову школу київських учених-метеорологів на чолі з Іваном Кириловичем Половком. Його учень, багаторічний декан географічного факультету Київського університету Михайло Ілліч Щербань на науково-педагогічній ниві продовжував найкращі традиції метеорологічної обсерваторії Київського університету.
Помер 24 березня 1934 року. Похований у Києві, на 17-й дільниці Лук'янівського кладовища. Його могила з 2005 року перебуває під охороною держави. Допомагає її доглядати колектив гідрометслужби.

## Нагороди
Удостоєний малої золотої медалі Імператорського Російського географічного товариства за наукову працю («Обзоры погоды в Европейской России 1891—1892 років»), золотої медалі імені графа Толстого від Російської академії наук за наукову працю («О бурях на Черном и Азовском морях»), премії імені М. В. Ломоносова за синоптичні огляди погоди.

## Твори
Серед головних праць:
- Барометрическое определение высот в Европейской России на основании новых изобар
- О путях циклонов
- Обзоры погоды в Европейской России 1891—892 гг.
- Снежные заносы на железных дорогах России
- Синоптична аналіза термічної аномалії південного заходу СРСР у зв'язку з атмосферними збуреннями центру і сходу 1-3 листопада 1926 р. (назва подається за тогочасним правописом).
- (рос.) О бурях на Черном и Азовском морях. — СПб., 1889.
- (рос.) Признаки засушливости и сырости для Киева. — К., 1922.
- Аерологічні спостереження Київської метеорологічної обсерваторії Укрнауки. Пілоти 1918—1930 рр. — К., 1930.

## Вшанування пам'яті
- 31 березня 2017 року на державному рівні в Україні відзначалась пам'ятна дата — 160 років з дня народження Бориса Срезневського (1857—1934), метеоролога і кліматолога, організатора метеорологічної служби в Україні.[1]
- Центральна геофізична обсерваторія з 2017 року носить назву «імені Бориса Срезневського».